# Шарлот Грей
„Шарлот Грей“ (на английски: Charlotte Gray) е британска драма от 2001 г. на режисьора Джилиън Армстронг. Сценарият е адаптация на едноименния роман на Себастиан Фолкс от 1999 г. Действието се развива по време на режима от Виши през Втората световна война. Във филма участват Кейт Бланшет, Джеймс Флийт, Абигейл Крутенден, Рупърт Пенри-Джоунс, Майкъл Гамбън и Били Крудъп.